# The Young Ones (computerspel)
The Young Ones  is een computerspel voor de platforms Commodore 64 en Commodore 128.
Het spel werd uitgebracht in 1986 en is gebaseerd op de gelijknamige BBC-komedieserie uit 1982. De speler kan kiezen uit de vier hoofdpersonages van de televisiereeks om het computerspel mee te spelen: Rik, Vyvyan, Neil of Mike.